# Gauss-lemma
A Gauss-lemma egy egész együtthatós polinomokra vonatkozó állítás, amit az algebrában nemcsak a polinomok elméletében alkalmaznak.

## Primitív polinomok
Egy egész együtthatós polinomot primitívnek nevezünk, ha együtthatóinak legnagyobb közös osztója 1.
Például {\displaystyle 6x^{3}-5x+9} primitív polinom.

## A lemma állítása
Primitív polinomok szorzata is primitív.

## A lemma bizonyítása
Indirekt tegyük fel, hogy a primitív {\displaystyle f(x)=a_{0}+a_{1}x+\cdots +a_{n}x^{n}} és {\displaystyle g(x)=b_{0}+b_{1}x+\cdots +b_{m}x^{m}} polinomok szorzata nem primitív.
A szorzat
ahol
Van tehát olyan {\displaystyle p} prímszám, ami minden {\displaystyle c_{k}}-nak osztója. Legyen {\displaystyle k} a legkisebb index, amire {\displaystyle p} nem osztója {\displaystyle a_{k}}-nak és hasonlóan legyen {\displaystyle l} a legkisebb index, amire {\displaystyle p} nem osztója {\displaystyle b_{l}}-nek.
Ekkor a {\displaystyle c_{k+l}} azon {\displaystyle a_{i}b_{j}} tagok összege, amikre {\displaystyle i+j=k+l} teljesül. Ebben az összegben
minden tag osztható {\displaystyle p}-vel, amiben {\displaystyle i<k},
minden tag osztható {\displaystyle p}-vel, amiben {\displaystyle j<l},
a fennmaradó egyetlen tag, {\displaystyle a_{k}b_{l}} viszont nem osztható {\displaystyle p}-vel.
Tehát {\displaystyle c_{k+l}} nem osztható {\displaystyle p}-vel, ellentmondás.

## Alkalmazás
Ha a {\displaystyle H(x)} egész együtthatós polinom felbomlik a racionális együtthatós {\displaystyle f(x)} és {\displaystyle g(x)} polinomok szorzatára, akkor olyan egész együtthatós {\displaystyle F(x)} és {\displaystyle G(x)} polinomok szorzatára is felbontható, ahol {\displaystyle F(x)} fokszáma megegyezik {\displaystyle f(x)}-ével, {\displaystyle G(x)} fokszáma pedig {\displaystyle g(x)}-ével.
Valóban, legyen {\displaystyle A} az {\displaystyle f(x)} nevezőinek legkisebb közös többszöröse (azaz ekkor {\displaystyle Af(x)} egész együtthatós)  illetve {\displaystyle a} az {\displaystyle Af(x)} polinom együtthatóinak legnagyobb közös osztója. Ekkor {\displaystyle Af(x)=aF(x)}, ahol {\displaystyle F(x)} szintén egész együtthatós polinom. Elosztva {\displaystyle A}-val{\displaystyle f(x)={\frac {a}{A}}F(x)} adódik. Legyen hasonlóan {\displaystyle B} a {\displaystyle g(x)} nevezőinek legkisebb közös többszöröse és {\displaystyle b} a {\displaystyle Bg(x)} együtthatóinak legnagyobb közös osztója. Ekkor hasonlóan az előzőekhez {\displaystyle g(x)={\frac {b}{B}}G(x)} adódik. Legnagyobb közös osztók kiemelése miatt {\displaystyle F(x)} és {\displaystyle G(x)} primitív polinomok. Továbbá {\displaystyle (a,A)=(b,B)=1}.
Amit tudunk még, az
egyenlőség.
Azt is feltehetjük, hogy {\displaystyle (a,B)=(A,b)=1}, hiszen, ha például {\displaystyle a}-nak és {\displaystyle B}-nek lenne egy {\displaystyle d>1} közös osztója, akkor {\displaystyle a}-t és {\displaystyle B}-t {\displaystyle d}-vel osztva ismét egyenlőséget kapunk.

Kaptuk tehát, hogy {\displaystyle (ab,AB)=1}. Felszorozva 
 adódik. Mivel {\displaystyle H(x)} egész együtthatós, {\displaystyle AB} osztja a bal oldali polinom minden együtthatóját. De {\displaystyle (ab,AB)=1}, ezért {\displaystyle AB} osztja {\displaystyle F(x)G(x)} minden együtthatóját. A Gauss-lemma miatt ez csak úgy lehet, ha {\displaystyle AB=1}, azaz {\displaystyle A=B=1}. Ezzel készen vagyunk, hiszen {\displaystyle aF(X)\cdot bG(x)} a {\displaystyle H(x)} felbontása egész együtthatós polinomok szorzatára.